# Patrimoine culturel (Hongrie)

Signalétique

Le patrimoine culturel (en hongrois : kulturális örökség) désigne un qualificatif attribué à des sites, édifices et monuments présentant un intérêt de protection patrimoniale. 